# Coccyzus erythropthalmus
Cu cu mỏ đen (danh pháp khoa học: Coccyzus erythropthalmus) là một loài chim trong họ Cuculidae.
Khi sinh sản, loài này được phân bố ở các khu vực rừng trên khắp Hoa Kỳ, phía đông của dãy núi Rockies. Phạm vi của chúng chỉ kéo dài đến Bắc Carolina, Arkansas, Oklahoma và Tennessee. Chúng không có mặt ở phía nam của những bang này khi sinh sản. Chúng cũng có thể được tìm thấy ở các vùng phía nam của Alberta, Saskatchewan, Manitoba, Ontario và Quebec. Chúng cũng có mặt ở các tỉnh hàng hải của Đảo Prince Edward, phía đông New Brunswick và phía tây Nova Scotia. Khi di cư vào mùa xuân và mùa thu, họ cũng có thể được nhìn thấy ở miền nam Hoa Kỳ cũng như tất cả Trung Mỹ. Họ di cư đến tây bắc Nam Mỹ vào mùa thu, nơi họ sẽ dành cả mùa đông. Mặc dù chúng chủ yếu là một loài Đông Bắc Mỹ, đã có những báo cáo được xác nhận ở British Columbia, Washington và California. Loài này cũng rất hiếm hoi ở Tây Âu và Greenland.

## Hình ảnh

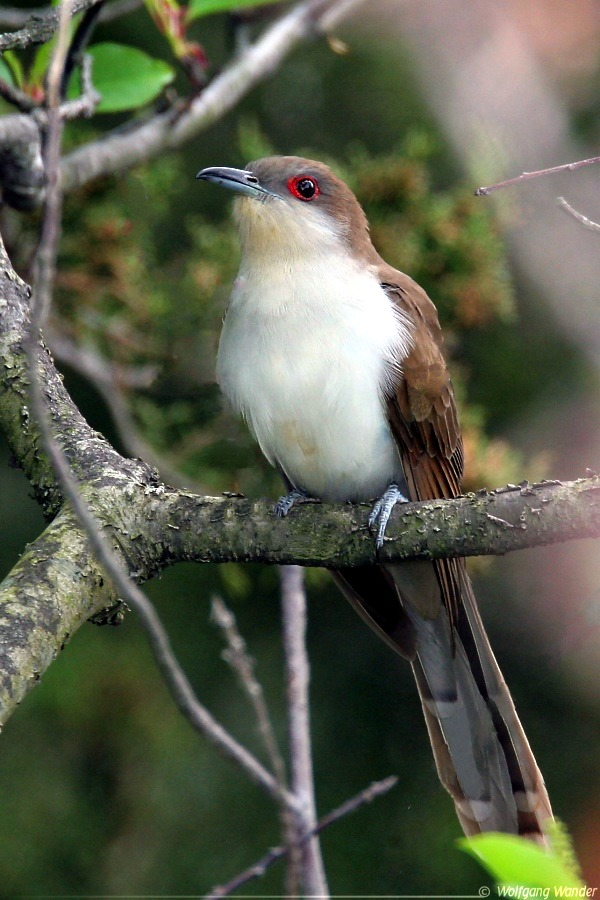
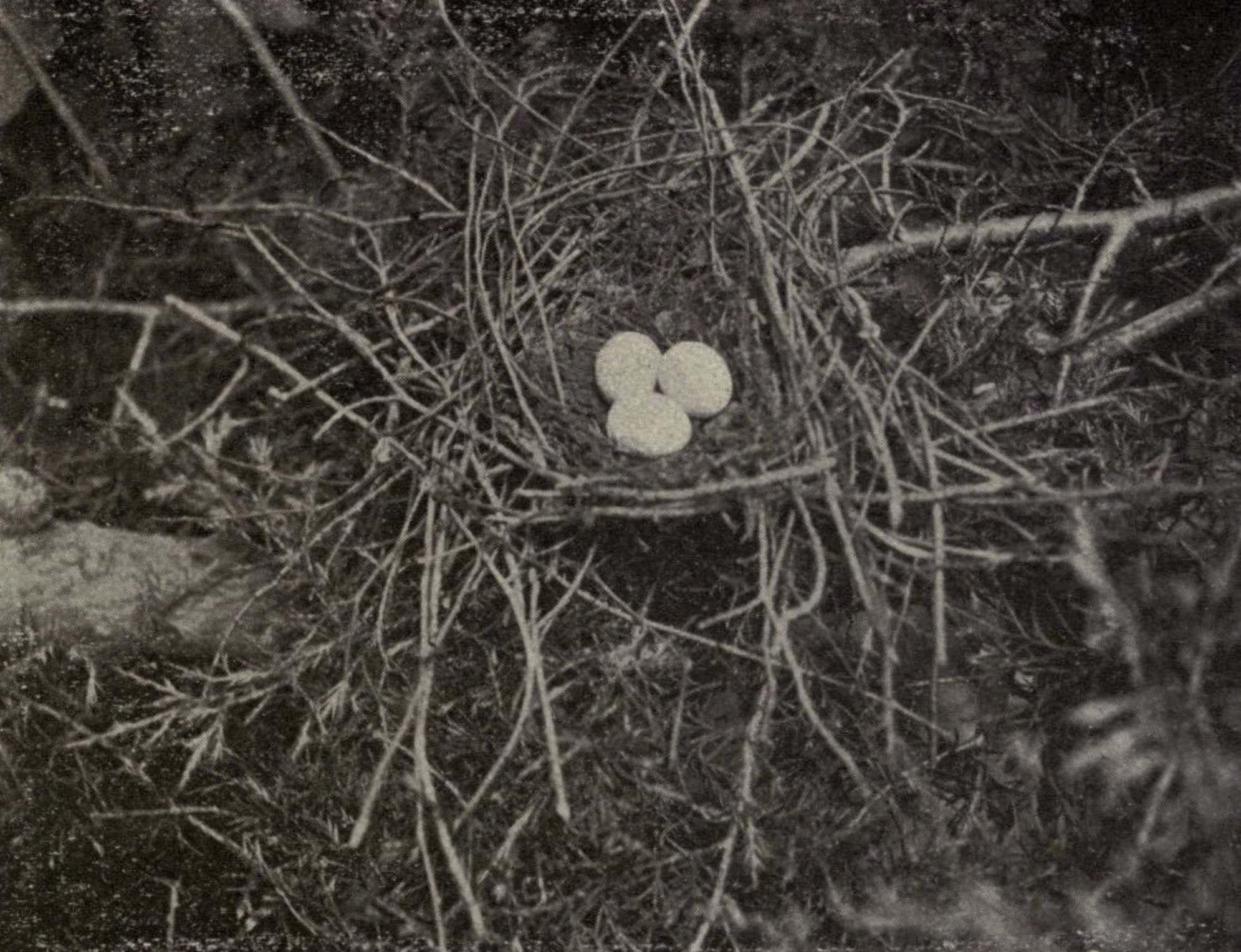
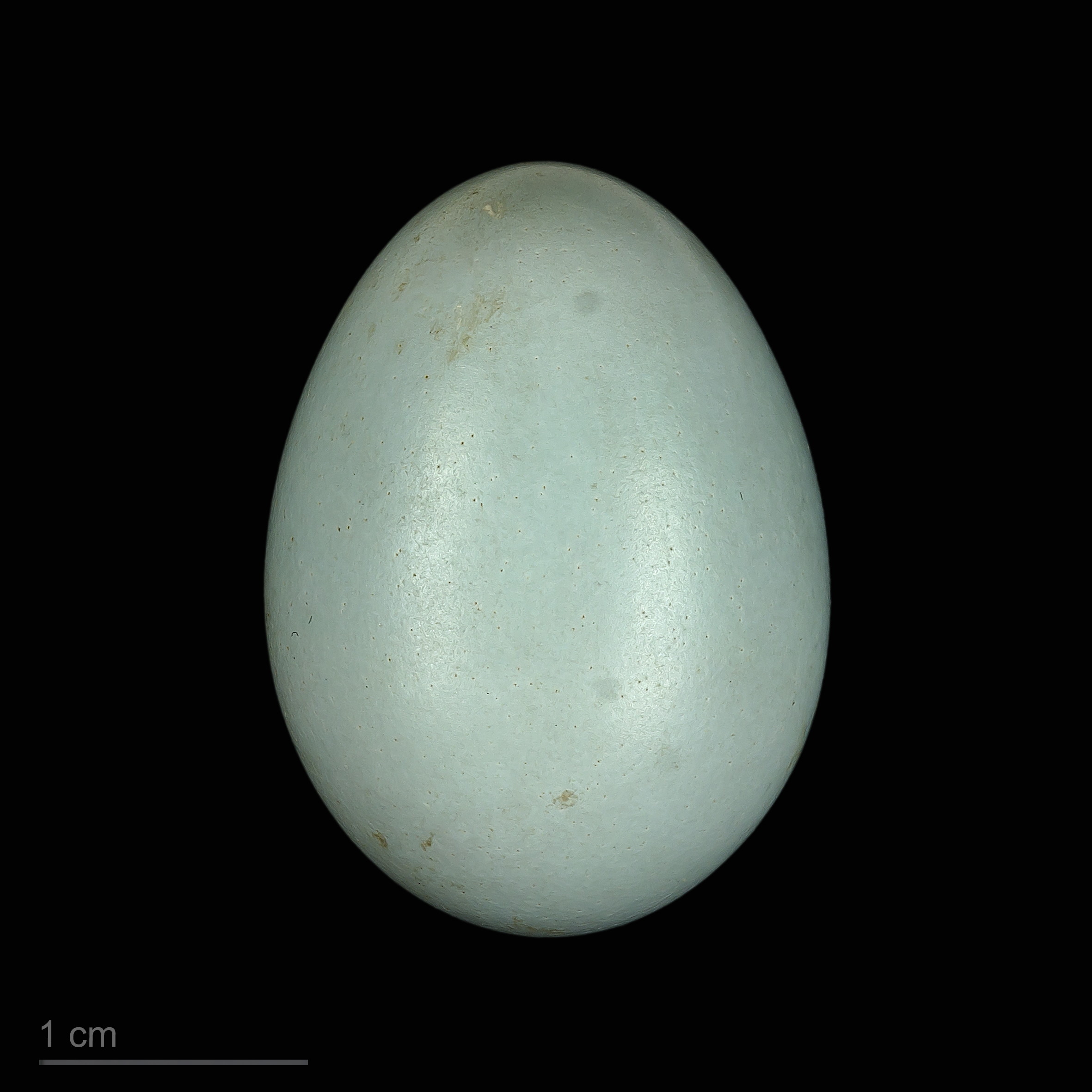
Coccyzus erythropthalmus